# بوب مينر
بوب مينر (بالإنجليزية: Bob Miner) هو شخصية أعمال وعالم حاسوب أمريكي، ولد في 23 ديسمبر 1941 في سيسيرو في الولايات المتحدة، وتوفي في 11 نوفمبر 1994 في سان فرانسيسكو في الولايات المتحدة بسبب ورم المتوسطة.